# Nevada Fall
Nevada Fall – wodospad w Stanach Zjednoczonych, w stanie Kalifornia, w hrabstwie Mariposa. Wodospad leży na Merced River, dopływie rzeki San Joaquin w Parku Narodowym Yosemite. Do wodospadu prowadzi szlak turystyczny tworzący 2,6-kilometrową pętlę.
Wodospad jest jednoczęściowy, spada swobodnie, a średnia jego szerokość to aż 24 metry (przy maksimum 61 m). Jest położony na wysokości 1719 m n.p.m.. W bliskiej odległości leżą jeszcze dwa duże wodospady: Silver Apron (0,65 km) i Vernal Fall (0,95 km). Oryginalna nazwa indiańska brzmi Yo-wy-we, co znaczy robaczywa woda.